# Paolo De Stefano
 (mars 2025).
Si vous disposez d'ouvrages ou d'articles de référence ou si vous connaissez des sites web de qualité traitant du thème abordé ici, merci de compléter l'article en donnant les références utiles à sa vérifiabilité et en les liant à la section « Notes et références ».
Paolo De Stefano, né le 24 janvier 1943 à Reggio de Calabre et abattu le 13 octobre 1985 dans la même ville est un puissant chef de la Ndrangheta. Il était le capo de quartier Archi à Reggio de Calabre. En 1985, il était assassiné par un clan rival de Ndrangheta, les Imerti. Son assassinat marque le début de la deuxième guerre de ndrangheta, nom donné à un conflit interne à Ndrangheta qui se déroula en Calabre entre 1985-1991 et se traduisit par 721 assassinats.

## Biographie
Paolo est né à Reggio de Calabre en Calabre, 2e de quatre frères. En 1959, à l’âge de 16 ans, Paolo De Stefano montrait déjà des compétences pour gérer un clan quand son chef, Domenico Tripodo, fut emprisonné jusqu'en 1962 ; à sa libération, Tripodo reprend les rênes de l'organisation. Tout est normal jusqu'à 1974 lorsqu'entre Tripodo, (soutenu par le vieux chef Antonio Macrì) et De Stefano (soutenu par un autre chef, Girolamo Piromalli) s'établit une relation difficile pour le vol d'une cargaison de tabac de contrebande commis par De Stefano et Piromalli

### Montée en puissance
Ainsi se déclenche une lutte interne connue comme la première guerre de la Ndrangheta, que commence avec le fusillade contre les frères De Stefano en novembre 1974, au cours de laquelle Giovanni était abattu par les tueurs de Tripodo tandis que Giorgio était blessé. En représailles, le 20 janvier 1975, le vieux Macri était abattu tandis que son garde du corps Francesco Commisso était blessé. Un mois après, le 21 février, Tripodo était arrêté une seconde fois. Dans cette lutte, les frères De Stefano ont bonne fortune lorsque Tripodo fut transféré à la prison de Poggioreale à Naples, même prison où était incarcéré le chef sanguinaire de la Camorra, Raffaele Cutolo. Ainsi, le 26 août 1976, Tripodo meurt poignardé par deux tueurs de Cutolo sur demande des De Stefano. Après cet assassinat, son frère Giorgio devient le chef du clan. Mais son allié, Piromalli, pour éviter que Giorgio étende son pouvoir, ordonne l'assassinat de Giorgio De Stefano en novembre 1977 à un certain Giuseppe Surace, qui à son tour était tué par son frère Paolo.

### Relations politiques et problèmes judiciaires
Les frères De Stefano étaient liés à la droite politique (c'est-à-dire le parti, le Movimento Sociale Italiano) et les ont activement soutenus dans l'organisation de la révolte qui a eu lieu à Reggio de Calabre en 1970 contre la désignation de Catanzaro comme capitale calabraise. Ils ont également soutenu le prince Junio Valerio Borghese et ses projets de coup d'État néofasciste. Le soi-disant Golpe Borghese a fait long feu dans la nuit du 8 décembre 1970. En 1975, il a cofondé avec Girolamo Piromalli, La Santa, une sub-organisation créée de la 'ndrangheta, dans le but d'établir des contacts permanents entre la maçonnerie, la mafia et la politique. De Stefano est entré dans une loge maçonnique afin de mieux s'occuper des affaires et des intérêts politiques. Son cousin Giorgio De Stefano (homonyme de son frère assassiné) était accusé et emprisonné pour son activité de médiateur entre la maçonnerie, mafia et politiciens. Paolo a soutenu son cousin, l'avocat Giorgio De Stefano, pour être élu pour le parti Democrazia Cristiana.
Après la première guerre de la 'Ndrangheta, De Stefano devient l'un des chefs incontestés de Reggio de Calabre et cette fait attire l'attention de la police. En 1979, il est condamné dans le procès De Stefano+59 et envoyé en exil, une mesure légale visant à déloger les mafieux de leurs territoires. Il s'enfuit en France pour être arrêté en 1982, au Cap d'Antibes, Côte d'Azur. Dans certaine moment, De Stefano était extradé à l'Italie, où les juges italiennes le libéreraient en juillet 1984 pour raisons alléguées de santé

## Assassinat
Pasquale Condello est un allié des De Stefano jusqu'à le mariage de sa sœur Giuseppina avec un'autre patron de la Ndrangheta dans la ville de Villa San Giovanni, Antonio Imerti, en juin 1985. De Stefano voit cette mariage comme une menace au pouvoir: ainsi que l'11 octobre suivant, les De Stefano explosent une voiture bombe contre Imerti et 4 gardes; dans laquelle attentat seulement restent survécus Imerti et un'autre garde, les autres 3 gardes restent tués. Avec cette attentat, commence officiellement la sanglante deuxième guerre de la Ndrangheta (que laissait 721 tués jusqu'à 1991 quand la mafia sicilienne mettrait fin à cette guerre) parce que la réponse d'Imerti ne fait pas attendre: 2 jours après l'explosion, le 13 octobre, Paolo De Stefano et son garde (un certain Antonio Pellicanò) étaient abattus dans une embuscade tendueavec l'aide des anciens alliés, les Condello.

### Après mort
Immédiatement après l'assassinat de Paolo De Stefano, un'autre frère Orazio et son cousin Giorgio deviennent les chefs du clan. 2 mois après, le 2 décembre, Orazio, se marie avec une certaine Antonietta Benestare, nièce de Giovanni Tegano (chef de clan Tegano, un clan allié au De Stefano).
En janvier 1988, les frères Domenico et Pasquale Condello étaient arrêtes et accusés pour l'assassinat de De Stefano mais étaient acquittés par le juge plus corrompu de l'Italie, Corrado Carnevale en appel.